# 上竹荘村
上竹荘村（かみたけのしょう / かみたけしょう むら）は、岡山県上房郡にあった村。現在の高梁市の一部にあたる。

## 地理
宇甘川最上流域の竹荘盆地に位置していた。

## 歴史
- 1889年（明治22年）6月1日、町村制の施行により、上房郡有津井村、納地村が合併して村制施行し、上竹荘村が発足[1][2]。旧村名を継承した有津井、納地の2大字を編成[2]。
- 1924年（大正13年）干天が80日間連続し農作物が大きな被害を受けた[2]。
- 1955年（昭和30年）2月1日、上房郡豊野村・下竹荘村・吉川村、吉備郡大和村と合併し賀陽町を新設して廃止された[1][2]。合併後、大字有津井は上竹と改称し、賀陽町大字上竹・納地となった[2]。

### 地名の由来
中世の多気荘にちなみ、それに上の字を付したもの。

## 産業
- 農業[2]